# Hieracium obtusissimum
Hieracium obtusissimum là một loài thực vật có hoa trong họ Cúc. Loài này được Almq. ex Omang mô tả khoa học đầu tiên năm 1910.